# Petr Nekuda
Petr Nekuda (* 27. duben 1990, Olomouc) je český fotbalový útočník působící v klubu FK Kozlovice. V lize nastoupil i jeho otec Milan Nekuda.

## Fotbalová kariéra
Je odchovancem klubu SK Bělkovice-Lašťany, ze kterého ještě jako dorostenec přestoupil do 1. HFK Olomouc a poté do SK Sigma Olomouc, kde se propracoval až do A-týmu. Zde však na svoji šanci čeká. Po hostování v druholigovém Třinci hostoval i v prvoligové Zbrojovce Brno, kde si odbyl prvoligovou premiéru. Na podzim 2012 zasáhl do 2 zápasů jako střídající hráč, odehrál 10 minut. V rámci spolupráce Zbrojovky s Líšní nastoupil i do 4 divizních zápasů Líšně, v nichž třikrát skóroval. Po skončení podzimní části mu bylo ve Zbrojovce předčasně ukončeno roční hostování a po návratu do Sigmy odešel Nekuda na další hostování, tentokrát do druholigového 1. HFK Olomouc, kde působil na jaře 2013.

## Klubové statistiky
Aktuální k 27. června 2013
| Sezona | Klub                   | Země  | Soutěž    | Zápasy | Góly |
| ------ | ---------------------- | ----- | --------- | ------ | ---- |
| 08/09  | SK Sigma Olomouc B     | Česko | 3. liga   | 10     | 2    |
| 09/10  | SK Sigma Olomouc B     | Česko | 3. liga   | 23     | 10   |
| 10/11  | SK Sigma Olomouc B     | Česko | 3. liga   | 28     | 7    |
| 11/12  | FK Fotbal Třinec       | Česko | 2. liga   | 26     | 4    |
| 12/13  | FC Zbrojovka Brno      | Česko | 1. liga   | 2      | 0    |
|        | FC Zbrojovka Brno U-21 | Česko | Jun. liga | 1      | 0    |
|        | SK Líšeň               | Česko | 4. liga   | 4      | 3    |
|        | 1. HFK Olomouc         | Česko | 2. liga   | 12     | 2    |
| 15/16  | 1. SK Prostějov        | Česko | 3. liga   | 4      | 2    |
|        | celkem 1. liga         |       |           | 2      | 0    |
|        | celkem 2. liga         |       |           | 38     | 6    |